# Реконструктор (Ростовська область)
Реконструктор — селище в Аксайському районі Ростовської області Росія у складі Великолозького сільського поселення.
Населення - 1682 особи (2010 рік).

## Географія
Селище Реконструктор розташовано на височині над оболонню Аксаю. Внизу біля річки розташовано хутір Пчеловодний, за 10 км (дорогами) на північ-схід від районного центру — міста Аксай.

### Вулиці
| - пров. Банний, - вул. Гагаріна, - вул. Далека, - вул. Леніна, - вул. Механізаторів, - вул. Мічуріна, - вул. Нова, - вул. Жовтнева, | - вул. Першотравнева, - вул. Платова, - вул. Садова, - вул. Транспортна, - вул. Ф. Енгельса, - вул. Чапаєва, - вул. Шкільна, - вул. Ювілейна. - вул. Простора - вул. Єрмака - вул. Разіна |

## Історія
У березні 1920 року на базі націоналізованого приватного підприємства «Май», що належав ростовському адвокату Кравцову й розташованих поруч дач було створено радгосп, що згодом названо Реконструктор.
У 1938 році Реконструктор передано недавно створеному «Донському комбінату шампанських вин» (тепер «Ростовський завод шампанських вин»). Радгосп став найпівнічнішою зоною промислового вирощування винограду у Росії.
1950⁣ — ⁣1960 роки з подальшим розвитком виноградарства площі, зайняті виноградниками досягли 673 га. В 1962 році, щоб ліквідувати сезонність у роботах, було розпочато засадження садів. В 1964 році через зараження винограду філоксерою було викорінено й спалено 247 га виноградників, посаджених ще до війни. Взимку 1971⁣ — ⁣1972 років внаслідок сильних морозів сильно постраждали сади й виноградники.
У 1985 році в цілях боротьби з пияцтвом та алкоголізмом уряд заборонив виробництво ординарних й плодових вин, що призвело до скорочення виробництва та викоріненню виноградників. У 1990 році чисельність працівників радгоспу скоротилася до 370.
У 1997⁣ — ⁣1998 роках радгосп Реконструктор припинив існування.